# 后轮驱动
后轮驱动是指汽车设计中，发动机的动力只驱动后轮的动力分配方式。后轮驱动车的前轮在行驶时不产生动力，只起到承重和转向的作用。后轮驱动车的发动机和变速箱一般采用纵向安置，即发动机的气缸排列方向与行车方向平行。发动机多数安装在汽车前部，通过传动轴驱动安装在两个后轮之间的差动器以分配动力到后轮。但是也有发动机中置和发动机后置的设计，多见于跑车。
后轮驱动的布局从汽车发明起就出现了。1950年代以前的汽车绝大部分都采用后轮驱动方式（例如著名的T型車和A型車）。此后随着前轮驱动和四轮驱动车的普及，后轮驱动车所占的比重逐渐下降。目前，大部分的卡车、巴士，注重加速性的轿车或跑车仍都采用后轮驱动方式，而大部分的中低档轿车都采用前轮驱动方式。越野车和强调越野性能的皮卡则多采用四轮驱动方式。

## 优点
- 加速性：在启动加速时，车重向后传递，因此增加后轮的压力，从而使得后轮获得更多的抓地力，提高了加速性。
- 易于维护：后轮驱动车不像前轮驱动车那样，所有的动力系统构件都集中在汽车前部，在机械上相对于前轮驱动车更简单。因此，较易于拆卸和维护。
- 扭矩转向：没有前轮扭矩分配不均可能导致的偏向问题。
- 重量分布：后轮驱动车的发动机和变速箱可以安装的比前轮驱动车靠后。这样车重在前后轮之间的分布更为平均。这样有利于提高汽车的操控性。
- 转弯半径：由于前轮的传动结构相对简化，前轮往往可以转动更大的角度。这样后轮驱动车通常有更小的转弯半径。
- 拖动力：在拖车的情况下，后轮驱动距离拖车的挂接点更近，可以获得更好的转向性能和拖力。

## 缺点
- 操控難度：与前轮驱动相比，后轮驱动车容易出现转向过度的情况，一般驾驶技术的人较难控制。
- 内部空间：对轿车而言，由于后轮驱动车的发动机和变速箱位置靠后，使得前座乘客的空间受到压缩。而由于有通向后轮的传动轴，后座中间下方地板必须抬高。还有可能会使後車廂的容积减少。
- 车重：尽管后轮驱动的机械设计较简单，但是部件分布更分散的关系，动力系统的总重量增加。
- 价格：由于在组装时，动力系统不能像前轮驱动车的那样自成一体，在工作效率上较差，因此增加了组装成本。另外，动力系统的材料费用也较多。因此，一般后轮驱动车比同级别的前轮驱动车略贵。